# Aeroportul Verona Villafranca
Aeroportul Verona Villafranca (IATA: VRN, ICAO: LIPX) este un aeroport din Villafranca di Verona, Provincia Verona, Veneto, Italia ce deservește zona Verona. Aeroportul a fost tranzitat în 2022 de 2.982.060 de pasageri. A fost deschis în 1916 și numit după zona deservită.
Situat la o altitudine de 72 m, aeroportul dispune de 1 pistă. Este operat de Italian Air Force⁠(d).

## Infrastructură

### Piste
Aeroportul dispune de o singură pistă. Pista 04/22 are suprafața de asfalt și dimensiunile 3.068 m ×. 